# 카비 라메
카비 라메(이탈리아어: Khaby Lame, 2000년 3월 9일 ~ )는 세네갈 출신 이탈리아의 SNS 스타이다. 2022년 6월 기준, TikTok 팔로워 수 1억 4,320만 이상으로 전체 계정 중 1위이다. 대한민국에서는 한심좌로 알려져있다.